# Cotesia brevicornis
Cotesia brevicornis är en stekelart som först beskrevs av Wesmael 1837.  Cotesia brevicornis ingår i släktet Cotesia, och familjen bracksteklar. Arten är reproducerande i Sverige. Inga underarter finns listade.